# Montezuma Castle, New Mexico

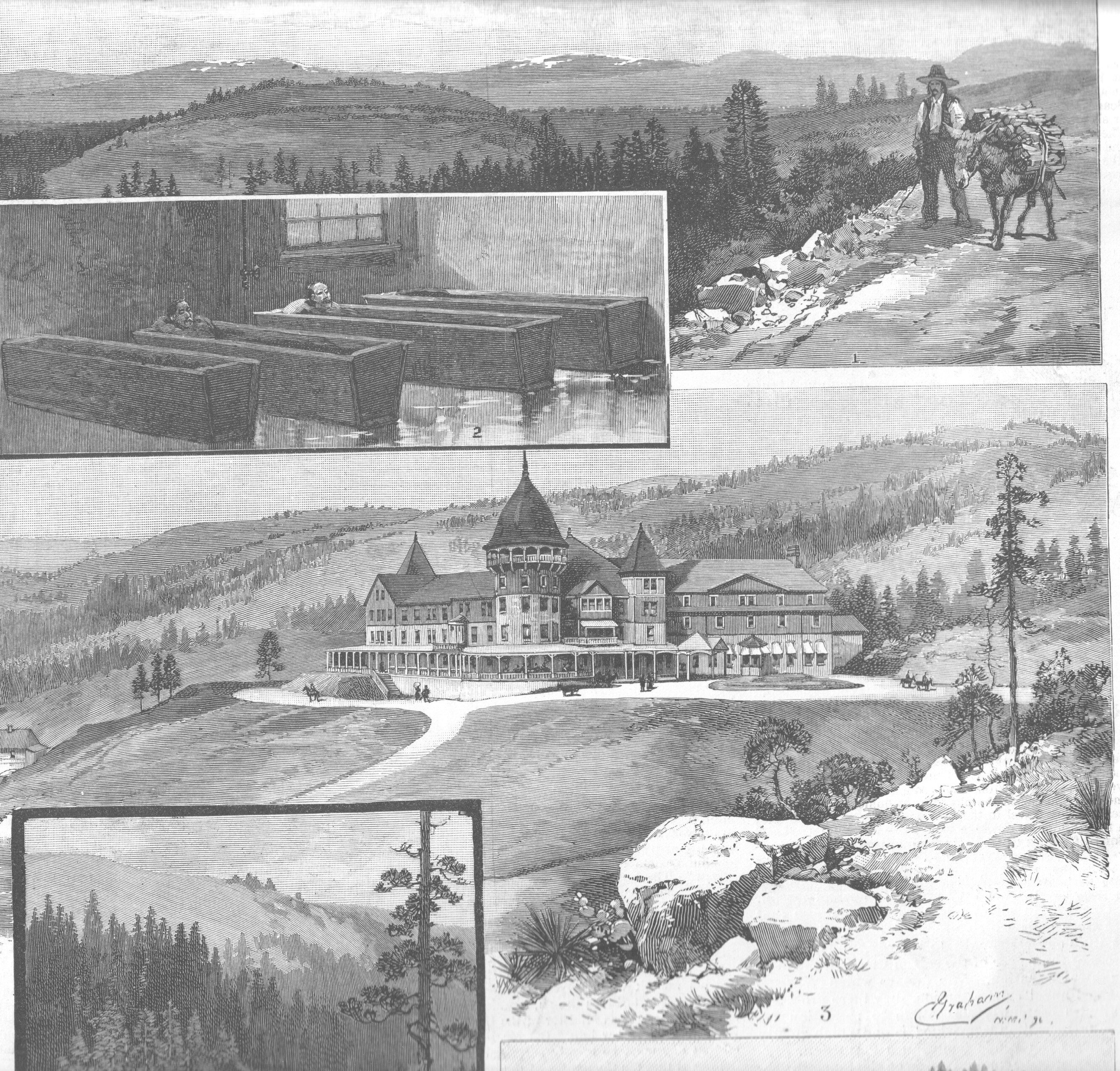
Sida ur Harper's Magazine den 28 juni 1890

Montezuma Castle, numera "Davis International Center", är en hotellbyggnad på 8 400 m², med 400 rum, som uppfördes 1886 åtta kilometer nordost om staden Las Vegas i New Mexico i USA, i dåvarande "Las Vegas Hot Springs", nuvarande Montezuma. Den nuvarande hotellbyggnaden är den tredje på denna plats, efter det att de två första, byggda 1881 respektive 1885, brunnit ned. 
Byggnaden uppfördes av Atchison, Topeka and Santa Fe Railway som ett lyxhotell i fyra våningar i gråaktig röd sandsten med skiffertak för att utnyttja turistpotentialen i de naturliga heta källorna på platsen. Källorna ansågs vara läkande för folk som led av tuberkulos, reumatism, gikt, leversjukdomar och njursten. Hotellet är placerat på norra sidan av floden Gallinas, på en plats där kanjonen vidgas till en liten amfiteater.
En annan attraktion i närheten var Gallinas Creek, som erbjöd ett utmärkt fiske av regnsbågsforell. Bland gästerna fanns Theodore Roosevelt, Rutherford B. Hayes, Ulysses S. Grant och den japanske kejsaren Hirohito.
Byggnaden ritades i Queen Anne-stil av John Wellborn Root på arkitektfirman Burnham and Root i Chicago.
Byggnaden användes som hotell till 1903. Därefter användes den av en period av KFUM och under åren 1922–1931 som en skola av Southern Baptist Convention. Byggnaden såldes 1937 till Katolska kyrkan i USA, som använde den som prästseminarium för mexikanska jesuiter till 1972. Därefter var den oanvänd och förföll, tills den 1981 köptes av affärsmannen Armand Hammer för att bli en internatskola inom United World Colleges-rörelsen. Åren 2000–2001 rustades den upp och inrymmer idag bland annat United World College USA:s kök och matsal, gäst- och elevrum, kontor, klassrum och aulor och danssal.